# Avitus diolenii
Avitus diolenii är en spindelart som beskrevs av George William Peckham och Elizabeth Maria Gifford Peckham 1896. Avitus diolenii ingår i släktet Avitus och familjen hoppspindlar. Inga underarter finns listade.